# Mimzy: mapa czasu
Mimzy: mapa czasu (ang. The Last Mimzy) – amerykański film fantasy z 2007 roku w reżyserii Boba Shaye'a. Wyprodukowany przez New Line Cinema.

## Opis fabuły
10-letni Noah i jego 6-letnia siostra Emma (Rhiannon Leigh Wryn) jadą z matką do domku na wsi. Znajdują tam pudełko z zabawkami. Jest w nim m.in. króliczek Mimzy, który porozumiewa się telepatycznie z Emmą. Dziewczynka twierdzi, że chce on przekazać światu ważną wiadomość z przyszłości.

## Obsada
- Rhiannon Leigh Wryn jako Emma Wilder
- Chris O'Neil jako Noah Wilder
- Timothy Hutton jako David Wilder
- Joely Richardson jako Jo Wilder
- Rainn Wilson jako Larry White
- Kathryn Hahn jako Naomi Schwartz
- Michael Clarke Duncan jako agent specjalny FBI Nathaniel Broadman
- Kirsten Williamson jako Sheila Broadman
- Marc Musso jako Harry Jones, Noah's best friend
- Megan McKinnon jako Wendy

i inni.